# Шегурча
 Шегурча  — деревня в Альметьевском районе Татарстана. Входит в состав Новотроицкого сельского поселения.

## География
Находится в юго-восточной части Татарстана на расстоянии приблизительно 49 км по прямой на запад-северо-запад от районного центра города Альметьевск у речки Шегурчинка.

## История
Известна с 1839 года.

## Население
Постоянных жителей было: в 1859—257, в 1897—510, в 1908—614, в 1920—630, в 1926—513, в 1938—467, в 1949—369, в 1958—312, в 1970—286, в 1979—196, в 1989—112, в 2002 — 99 (русские 98 %), 81 в 2010.